# 崆峒区
崆峒区是中华人民共和国甘肃省平凉市的主要市辖区，因崆峒山得名。东经106°25′－107°21′，北纬35°12′－35°45′。与之接壤的县市有：东边泾川县，南边华亭市、崇信县，西边宁夏回族自治区泾源县、固原市，北边彭阳县、镇原县。

## 历史
1949年，成立平凉县。
1950年，设县级平凉市。
1964年，撤市复县。
1983年，恢复县级市。
2002年6月，撤销县级平凉市，设立崆峒区。

## 行政区划
崆峒区下辖3个街道办事处、7个镇、3个乡、7个民族乡：
东关街道、中街街道、西郊街道、崆峒镇、白水镇、草峰镇、安国镇、柳湖镇、四十里铺镇、花所镇、索罗乡、香莲乡、西阳回族乡、大秦回族乡、白庙回族乡、寨河回族乡、大寨回族乡、上杨回族乡、麻武乡和峡门回族乡。